# Fodboldturneringen 1895-96
Fodboldturneringen 1895–96 var den syvende sæson af den danske fodboldliga Fodboldturneringen, arrangeret af Dansk Boldspil-Union. Ligaen havde deltagelse af tre hold, der spillede en enkeltturnering alle-mod-alle. Det var en tangering af det hidtil laveste antal deltagere i ligaen.
Turneringen blev vundet af Akademisk Boldklub, som dermed vandt titlen for fjerde sæson i træk og femte gang i alt.

## Resultater
| Nr | Hold                 | K | V | U | T | Mf |   | Mi | +/- | P |
| -- | -------------------- | - | - | - | - | -- | - | -- | --- | - |
| 1  | Akademisk Boldklub   | 2 | 2 | 0 | 0 | 7  | – | 0  | +7  | 4 |
| 2  | Kjøbenhavns Boldklub | 2 | 1 | 0 | 1 | 2  | – | 5  | −3  | 2 |
| 3  | Boldklubben af 1893  | 2 | 0 | 0 | 2 | 0  | – | 4  | −4  | 0 |

 K: Kampe spillet, V: Vundne kampe, U: Uafgjorte kampe, T: Tabte kampe, Mf: Mål for, Mi: Mål imod, +/-: Måldifference, P: Point

 
| AB's mesterhold |                          |
| Position        | Spiller                  |
| Målmand         | (Émile) Emil Gauguin     |
| Forsvar         | Asmus Diemer             |
| Forsvar         | Jørgen Forchhammer       |
| Midtbane        | Julius Wulff             |
| Midtbane        | Frederik Funch (anfører) |
| Midtbane        | Johannes Tornøe          |
| Angreb          | Vilhelm Ellermann        |
| Angreb          | Peter Nielsen            |
| Angreb          | Karl Gadegaard           |
| Angreb          | Johannes Forchhammer     |
| Angreb          | Frits Ludvig Lassen      |
| Reserver        | Niels Høeg               |
| Reserver        | Anders Friis             |